# کی‌پی‌دی‌اف
کی‌پی‌دی‌اف (به انگلیسی: KPDF) یک برنامه پی‌دی‌اف‌خوان است که به صورت نرم‌افزار آزاد توسعه می‌یابد. این برنامه که برای میزکار کی‌دی‌ئی طراحی شده است، می‌تواند در برنامه‌هایی همچون کانکرر یا کی‌پارت به صورت توکار مورد استفاده قرار گیرد. با این وجود، در نسخه ۴ کی‌دی‌ئی، برنامه دیگری به نام آکیولار جایگزین KPDF شده است.